# Glaucus atlanticus

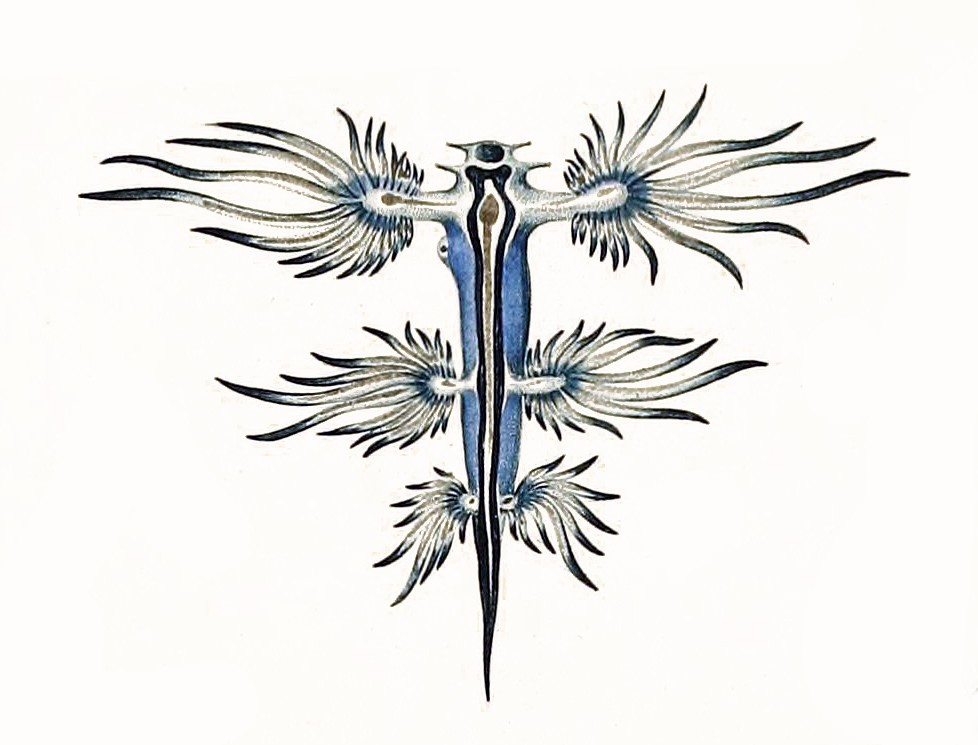
Ilustração científica de Glaucus atlanticus.

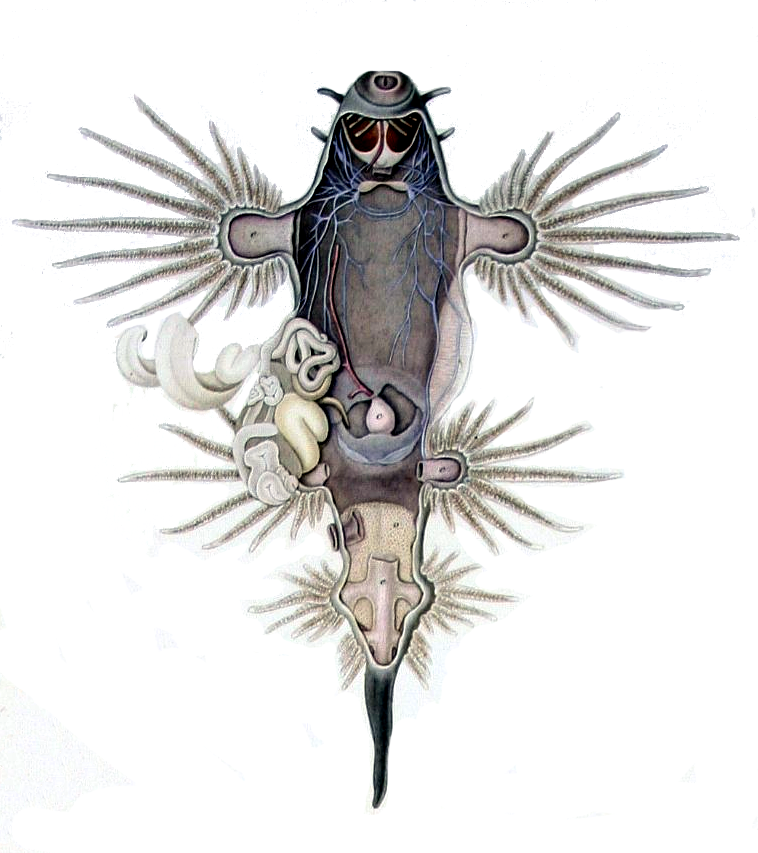
Dissecação de G. atlanticus.

Glaucus atlanticus, popularmente conhecido como Dragão Azul, Anjo Azul ou Andorinha do Mar, é uma espécie de lesmas-do-mar pelágicas pertencente ao grupo dos moluscos nudibrânquios da família Glaucidae, sendo a única espécie conhecida do género Glaucus. A espécie está estreitamente aparentada com Glaucilla marginata, outro membro da família Glaucidae.

## Descrição
Estes nudibrânquios medem normalmente 3 a 4 cm de comprimento, mas alguns espécimes podem atingir os 7 cm. Apresenta uma coloração azul-prateada na face dorsal e azul pálido na face ventral. O pé é raiado por faixas longitudinais azul escuras ou negras.
O corpo é tronco-cónico, aplainado, com seis apêndices que se ramificam em raios afilados. A rádula tem dentes que se assemelham a minúsculas espadas.

## Distribuição e ecologia
Este nudibrânquio é pelágico, com distribuição cosmopolita ocorrendo nas águas temperadas e tropicais de todos os oceanos. Entre as regiões onde esta lesma-do-mar ocorre incluem-se o litoral brasileiro, as costas leste e sul da África do Sul, as águas europeias, a costa leste da Austrália, as costas de Moçambique e dos Açores. A espécie flutua de boca para baixo, mantida nessa posição pela tensão superficial das águas do oceano.
G.atlanticus preda organismos pelágicos de maiores dimensões, entre os quais cnidários como a caravela (Physalia physalis), Velella velella e Porpita porpita e moluscos pelágicos como Janthina janthina. Conhecem-se casos em que exibe comportamento canibal, predando exemplares da própria espécie.
G. atlanticus é capaz de se alimentar de P. physalis porque exibe imunidade ao veneno dos nematocistos daquela espécie, consumindo a caravela inteira selecionando e armazenado as toxinas e os nematocistos para seu próprio uso. O veneno é recolhido em sacos especializados localizados nas pontas dos seus apêndices (os "dedos" das suas extremidades). Além do G. atlanticus armazenar a toxina da caravela, ele tem também a capacidade de potencializá-lo, apresentando riscos de saúde para o homem.
Com a ajuda de um saco cheio de gás no seu estômago, G. atlanticus flutua perto da superfície. A combinação dos efeitos resultantes da posição do saco e da tensão superficial da água fazem com que se mantenha em posição invertida: a superfície dorsal é na realidade o pé. A sua coloração azulada serve de camuflagem.
Glaucus atlanticus, como a maioria das lesmas-do-mar, é uma espécie hermafrodita apresentando tanto órgãos sexuais masculinos como femininos. Ao contrário dos demais nudibrânquios, o acasalamento não ocorre pela parte direita, mas pela ventral.. Após a cópula produz cadeias de ovos.